# 九龙水库 (瓦房店)
九龙水库是中国辽宁省大连市瓦房店市境内的一座水库，位于岚崮河上，建于1958年。水库正常库容为700万立方米，集雨面积为156平方千米，海拔为39.5米。